# Michèle Causse

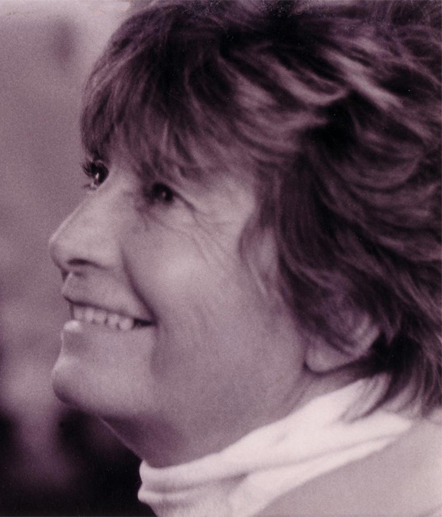
Michèle Causse

Michèle Causse (geboren 29. Juli 1936 in Martel; gestorben 29. Juli 2010 in Zürich) war eine französische Lesbenaktivistin, Übersetzerin und Autorin. Sie führte den Begriff bzw. Neologismus dé/naître in die Literatur ein, einen Euphemismus für sterben.

## Frühe Jahre
Michèle Causse wurde in Martel im Département Lot in Frankreich geboren. Später unterrichtete sie in Tunesien und lebte dann in Rom, wo sie Chinesisch studierte.
Danach ging sie nach Martinique und dann in die USA, bevor sie nach Kanada emigrierte.

## Überzeugungen
Der kanadische Gelehrte Clive Thompson sieht in ihr eine Autorin „radikal-lesbischer Texte“. In ihren Arbeiten sieht sie Heterosexualität kritisch, indem sie ausführt: „as long as a woman wishes to please a man, she is inauthentic... She does not have the integrity, the un-corruptibility that comes with not wishing to please.“
Causse war ebenso kritisch eingestellt gegenüber Frauenbewegung und Lesben- und Schwulenbewegung und hielt fest: „I am not a feminist, I am not a homosexual, I am a radical lesbian.“ Sie glaubte, dass „die Frauenbewegung in jedem Land von Lesben getragen wird; es ist eine lesbische Bewegung, zutiefst lesbisch.“ Sie kritisierte auch den Einfluss des Patriarchats auf Lesben und behauptete, dass Lesben in den 1980er Jahren von den Männern phallisiert wurden durch die Homosexuellen-Bewegung.

## Übersetzungen
Causse übersetzte zwischen den Sprachen Französisch, Englisch und Italienisch, die sie alle fließend beherrschte. Sie übersetzte u. a. Werke von Herman Melville, Gertrude Stein, Ti-Grace Atkinson, Djuna Barnes, Jane Bowles, Willa Cather, Mary Daly, Ignazio Silone und Alice Munro.

## Letzte Jahre und Tod
In ihren letzten Jahren lebte sie im Südwesten Frankreichs. Sie entschied sich, ihr Leben an ihrem 74. Geburtstag zu beenden, und tat dies mit Hilfe der Schweizer Organisation Dignitas.
Obwohl Michèle Causse an keiner unheilbaren Krankheit litt und bis zum letzten Atemzug voller Energie und Vitalität war, nahm sie eine Reihe kleinerer, potenziell beherrschbarer Leiden und deren Auswirkungen auf ihre Lebensqualität zum Anlass zu sterben. Ihr assistierter Suizid wurde gefilmt und dann u. a. im Schweizer Fernsehen gezeigt und ist dauerhaft im Internet abrufbar (siehe Weblinks).

## Werke
- Dé/figures du soi, (unveröffentlicht)
- Hors de soi in ...Disent-ils, Ed. Ahla/Bagdam, Montréal / Toulouse, 2006
- Concept d'amour né de l'écriture de (    ), Bagdam Espace Lesbien, Toulouse, 2006
- Contre le sexage, le bréviaire des Gorgones, Ed. Balland, Paris, 2000
- Court of appeal, récit en anglais, Revue Tessera, Montréal, 1996, in Anthologie Orlanda Frauenverlag, Berlin, 1997
- Quelle lesbienne êtes-vous ?, Paroles de lesbiennes, Archives Recherches Cultures Lesbiennes ARCL, Paris, 1996, 72 p.
- Duelle, Revue Treize, Montréal, 1994
- Voyages de la grande naine en Androssie, Ed. Trois, Laval, Québec, 1993
- L’Interloquée-Les Oubliées de l’oubli-Dé/générée, Ed. Trois, Laval, Québec, 1991
- The world as will and representation in Lesbian Philosophies and cultures, Ed. Jeffner Allen, 1990, pages 259–274
- L'ilote, Revue Trois, Montréal, 1990
- A quelle heure est la levée dans le désert ?, Ed. Trois, Laval, Québec, 1990
- Le monde comme volonté et représentation in Emergence d'une culture au féminin, Ed. St Martin, Montréal, 1986
- Lettres à Omphale, Ed. Denoël-Gonthier, Paris, 1984
- Rencontre avec Djuna Barnes in L'almanach des dames, Ed. Flammarion, Paris, 1982, Amsterdam, 1983, pages 139–160
- Berthe ou un demi-siècle auprès de l'Amazone, Ed. Tierce, Paris, 1982
- L'intruse, poésie, Ed. du Nouveau Commerce, Paris, 1980
- Petite réflexion sur Bartleby, Ed. du Nouveau Commerce, Paris, 1980
- Lesbiana. Seven Portraits, Ed. du Nouveau Commerce, Paris, 1980
- Dire du corps, corps du dire in Journal d'une femme soumise de Mara, Ed. Flammarion, Paris, 1979, Amsterdam, 1981
- Ecrits Voix d'Italie, Ed. des Femmes, Paris, 1977
- L’encontre, Ed. des Femmes, Paris, 1975

## Multimedia
- La narrée navrée, Lesung, Centenaire de Violette Leduc, video, Arras, 2007
- Une écrivain en terres occupées, Film von Michel Garcia-Luna, DVD 47mn20, Ed. Lunaprod, 2005
- Corps de paroles, Film von Suzanne Vertue and Dianne Heffernan, 37mn, Video-elles, Montreal, 1989
- A la lettre, cassette, hrsg. von Anne-Marie Alonzo, Montréal

## Artikel
- Nomen est omen, post-face in "Défigures du soi", (unveröffentlicht)
- Claude Cahun ou la mutante héroïque, Pour une anthologie des créatrices lesbiennes dans la Résistance, a cura di Paola Guazzo, Bagdam Espace Lesbien, April 2008
- La narrée navrée, Centenaire de Violette Leduc, Revue Trésors à prendre, dir. Elisabeth Seys, 2007
- Inside Deep throat, Kommentar zum Film Deep Throat, in Zusammenarbeit mit Katy Barasc, Sysiphe, 2006
- Pourquoi les gays ne peuvent-ils pas être les alliés objectifs des lesbiennes ?, Les Pénélopes, 2002, Bagdam Espace Lesbien, 2006
- Noir dessein (Brief an Nicolas Hulot), Bagdam Espace Lesbien, 2006
- Le genre comme espace de contention, Universität Beiruth, 2005
- A propos de Lynndie England : Tragédie de la mimesis ou comment muer l'objet en sujet répréhensible, in Zusammenarbeit mit Katy Barasc, Sysiphe, 2004
- Qui a peur de Valerie Solanas ?, Bagdam Espace Edition, Toulouse, 2004, Seiten 19–35
- Hommage à Monique Wittig, Tribute to Monique Wittig. Auszug aus dem Kapitel "La grande Pérégrine" in Voyages de la Grande Naine en Androssie (Ed. Trois, Montréal, 1993), numéro spécial, Labrys-études féministes, Brasilia-Montréal-Paris, septembre 2003
- Sur le voile, Sisyphe, 2003
- Une politique textuelle inédite : l'alphalecte in Lesbianisme et féminisme. Histoires politiques, Ed. L'harmattan, 2002
- L'universite : Alma mater ou père indigne ?, 2e Colloque international d'études lesbiennes: La grande dissidence et le grand effroi, Actes du colloque Espace lesbien n° 2, Bagdam Espace Edition, Toulouse, 2001